# Nasr (divinità)
Nasr (in arabo نسر‎?, lett. "Avvoltoio") è una divinità maschile araba del periodo preislamico.
È ricordato nel Corano (LXXI:23) come una delle cinque divinità noaiche introdotte nella Penisola araba da ʿAmr b. Luḥayy.